# Gare de Fos-sur-Mer
Gare de Fos-sur-Mer – przystanek kolejowy w Fos-sur-Mer, w departamencie Delta Rodanu, w regionie Prowansja-Alpy-Lazurowe Wybrzeże, we Francji.
Jest stacją Société nationale des chemins de fer français (SNCF), obsługiwaną przez pociągi TER Provence-Alpes-Côte d’Azur.

## Położenie
Stacja znajduje się na linii Miramas – L’Estaque, w km 831,630, na wysokości 5 m, pomiędzy stacjami Rassuen i Port-de-Bouc.

## Linie kolejowe
- Linia Miramas – L’Estaque